# Zygmunt Mokrzecki
Zygmunt Atanazy Mokrzecki herbu Ostoja (ur. 20 kwietnia?/2 maja 1865 w Dzitrykach, zm. 3 marca 1936 w Warszawie) – polski entomolog, zoolog.
Syn Aleksandra Mokrzeckiego, ziemianina, i Kamilii z Narbutt-Maszewskich. Jego braćmi byli Stefan – generał dywizji WP (1862–1932), Adam – generał dywizji WP (1856–1921) oraz Wincenty – sędzia Sądu Okręgowego w Wilnie.

## Życiorys

### Dzieciństwo i młodość
Rok po jego urodzeniu zmarła jego matka, ojciec oddał go na wychowanie dziadkom – Wincentemu Narbutt-Maszewskiemu i jego żonie Hersylii, którzy mieszkali w folwarku Winkowce. To babka wzbudziła w nim zainteresowanie ziołami, które gromadziła i za radą okolicznych zielarek stosowała do celów leczniczych.
Edukacja wnuka nie stanowiła dla Narbutt-Maszewskich priorytetu, jego pierwszym nauczycielem był zarządca majątku, dopiero w 1874 rozpoczął naukę w szkole powszechnej w Lidzie. Od 1879 uczył się w gimnazjum w Wilnie, a następnie wyjechał do Petersburga, gdzie studiował w Instytucie Leśnym pod kierunkiem prof. Nikołaja Chołodkowskiego. Po ukończeniu nauki wyjechał do Charkowa, gdzie pracował jako zastępca nadleśniczego. Równolegle studiował entomologię i zoologię na Uniwersytecie w Charkowie pod kierunkiem prof. Ludwiga Reinharta i Aleksandra Brandta.

### Pobyt na Krymie
W 1892 został taksatorem drzew początkowo w guberni jekaterynosławskiej, a następnie w lasach państwowych koło Symferopola. Przebywając tam Zygmunt Mokrzecki rozpoczął działalność naukową, a także publikował prace na tematy związane z entomologią. Jako pierwszy w Rosji zwrócił uwagę na występowanie owadów pasożytujących i niszczących drewno. W 1893 w Taurydzkim Urzędzie Ziemskim (gubernialnym) powołano pierwsze w Rosji stanowisko entomologa gubernialnego, kandydaturę Zygmunta Mokrzeckiego wysunął Uniwersytet Charkowski, zyskała ona akceptację. Mokrzecki pracował tam do 1917, do 1897 był urzędnikiem, następnie Inspektorem Departamentu Rolniczego, a od 1901 przez jedenaście lat pełnił funkcję starszego specjalisty. W 1910 należał do grona założycieli Krymskiego Stowarzyszenia Naukowców i Miłośników Przyrody, a następnie przyjął funkcję redaktora wydawanego przez tę organizację czasopisma nazywanego „Biuletynem”. Zainicjował powstanie podobnych stowarzyszeń w Chersoniu i Kijowie. W 1913 założył działającą koło Symferopola Sałhyrską Stację Pomologiczną prowadzącą badania nad szkodnikami drzew owocowych. Podczas organizowania działalności Uniwersytetu w Symferopolu otrzymał propozycję objęcia stanowiska asystenta profesora i po przyjęciu go zaangażował się w utworzenie Wydziału Rolnego. W 1917 został wybrany na przewodniczącego Taurydzkiego Komitetu Zjednoczenia Instytucji i Towarzystw Naukowych, które w skrócie nazywano Taurydzkim Stowarzyszeniem Naukowym, zrzeszało ono ponad 50 placówek naukowo-badawczych. W 1918 uzyskał tytuł profesora Wydziału Rolnego Uniwersytetu w Symferopolu, później uzyskał tytuł doktora honoris causa tej uczelni. Żoną Mokrzeckiego była Rosjanka, z tego związku miał syna Wiktora (ur. 1893) i córkę Marię (ur. 1897), w 1919 para rozstała się. Przez cały okres pracy na Krymie utrzymywał żywy kontakt z polskimi środowiskami naukowymi, szczególnie z działającym we Lwowie Muzeum Dzieduszyckich, prowadził również korespondencję z Benedyktem Dybowskim. Pracował nad zwalczaniem szkodników atakujących ogrody Wilna, a od 1894 był członkiem korespondencyjnym Polskiego Towarzystwa Przyrodników im. Kopernika.

### Okres bałkański
Po wkroczeniu na Krym Armii Czerwonej w 1920 zrezygnował z pracy na Uniwersytecie i całkowicie wycofał się z działalności naukowej i społecznej, a następnie w październiku wyjechał z córką do Konstantynopola. Syn jako chorąży Floty Czarnomorskiej został skoszarowany i nie mógł im towarzyszyć, dołączył po kilku miesiącach. Podczas pobytu w Turcji otrzymał propozycje pracy ze Stanów Zjednoczonych, Bułgarii i Jugosławii, ale nie przyjął ich postanawiając udać się do Polski. Córka Maria de Schoene razem z mężem Wacławem podjęli decyzję o zamieszkaniu w Belgradzie, Zygmunt Mokrzecki udał się tam również i pracował krótko na tamtejszej uczelni, a następnie przeniósł się do Mariboru. Równocześnie zwrócił się do zaprzyjaźnionego patologa roślin dr. Ludwika Garbowskiego z prośbą o umożliwienie podjęcia pracy w Polsce. Dzięki zaangażowaniu Jana Miklaszewskiego rozpoczęto prace nad stworzeniem stanowiska entomologa państwowego w Ministerstwie Rolnictwa, Leśnictwa i Zasobów Naturalnych, na które kandydował Zygmunt Mokrzecki. W tym czasie przebywał w Mariborze, gdzie pełnił funkcję pierwszego bułgarskiego państwowego entomologa i inspektora roślin w Ministerstwie Rolnictwa. Podczas półrocznego pobytu zorganizował publiczną służbę ochrony roślin, prowadził badania nad szkodnikami roślin oleistych, róż oraz pasożytami atakujących magazyny przechowujące suszone owoce. Ich efektem było powstanie siedmiu prac naukowych. W tym czasie jego syn Wiktor interweniował w Polsce u Ludwika Garbowskiego, ponieważ plany zatrudnienia jego ojca przedłużały się.

### W Polsce
1 stycznia 1922 Zygmunt Mokrzecki przybył do Polski, otrzymał stanowisko profesora nadzwyczajnego Szkoły Głównej Gospodarstwa Wiejskiego, a 1 kwietnia tego samego roku profesora zwyczajnego. Stanął na czele Instytutu Entomologii i Ochrony Lasów, który został ulokowany razem z laboratorium i muzeum w Skierniewicach. W 1923 został pierwszym prezesem Polskiego Towarzystwa Entomologicznego, który powstał początkowo jako Polski Związek Entomologiczny przy Polskim Towarzystwie Przyrodników im. Kopernika. 10 grudnia 1927 obchodzono uroczyście 35 lecie pracy naukowej Zygmunta Mokrzeckiego. W 1935 przeszedł na emeryturę, zmarł 3 marca 1936. Dwa dni później spoczął na warszawskim cmentarzu Powązkowskim.

## Dorobek naukowy
Bogaty dorobek naukowy Zygmunta Mokrzeckiego obejmuje ponad 300 prac naukowych, które zostały opublikowane po polsku, rosyjsku, bułgarsku, niemiecku, francusku, angielsku i włosku. Poza licznymi nowatorskimi metodami ochrony roślin wynalazł metodę pozakorzeniowego odżywiania roślin, a także opracował nową gałąź nauki w dziedzinie fitopatologii wewnętrznej terapii roślin.

### Działalność w Rosji
Zygmunt Mokrzecki był w Rosji pionierem w zakresie stosowania środków ochrony roślin. Jego prace na Krymie upowszechniły wykorzystywanie środków chemicznych do zwalczania szkodników sadów i winnic na niespotykaną dotychczas skalę. Podczas Międzynarodowego Kongresu Zoologów zasługi Mokrzeckiego na tym polu podniósł Leland Ossian Howard, który nazwał polskiego naukowca ojcem entomologii stosowanej. Tworząc Sałhyrską Stację Pomologiczną wpłynął na kulturę sadowniczą w Rosji, poza pracami nad zwalczaniem szkodników wprowadził pojęcia odpowiedniego sposobu prowadzenia sadów, kalendarza oprysków oraz sposobu przechowywania i przetwarzania plonów. W swoich pracach uwzględniał regionalne warunki klimatyczne, rodzaje występujących szkodników oraz możliwości składowania owoców i jagód. Stworzone w 1910 przy jego wybitnym udziale Krymskie Stowarzyszenie Naukowców i Miłośników Przyrody posiadało trzy istotne cele ujęte w statucie:
- Badania na Krymie i okolicach pod względem przyrodniczo-historycznych.
- Promocja wiedzy nauk przyrodniczych, a kontakt z nim nauki w ogóle, a w odniesieniu do Krymu, w szczególności.
- Promowanie dialogu pomiędzy jej członków, zainteresowanych zarówno zagadnień teoretycznych i praktycznych w dziedzinie nauki.

Ponadto publikowano i udostępniano w masowy sposób literaturę reprezentującą światowy poziom, która umożliwiała stosowanie nowoczesnych metod ochrony roślin każdemu z plantatorów. Organizowano pokazy, warsztaty wykłady oraz poradnictwo, co miało niebagatelny wpływ na upowszechnianie stosowania najnowszych rozwiązań. Zainicjował powstanie muzeum przyrodniczego w Symferopolu.

### Działalność w Polsce
Po przybyciu do Polski Zygmunt Mokrzecki wykładał na SGGW i na Uniwersytecie Warszawskim. Wkrótce po przybyciu zaangażował się w akcję zwalczania inwazji korników w Tatrach i w Puszczy Białowieskiej, swoje osiągnięcia i wnioski zawarł w pracy naukowej dotyczącej szkodników atakujących sosny. Podczas odbywającym się w 1925 Warszawie XII Międzynarodowym Kongresie Produkcji Rolnej przedstawił program organizacji ochrony roślin przed szkodnikami i chorobami. W 1926 reprezentował Polskę na Międzynarodowym Kongresie Leśnictwa w Rzymie, gdzie wygłosił prelekcję o znaczeniu środków ochrony roślin oraz organizacji ochrony lasów. W 1929 w związku w masowym pojawieniem się zwójki sosnowej w Górach Świętokrzyskich rozpoczął prace badawcze nad stosowaniem środków gazowych zwalczających szkodniki tytoniu, prowadził doświadczenia z zastosowaniem fungicydów. Zainicjował stosowanie oprysków lasów prowadzonych przy użyciu samolotów, Polska była jednym z pierwszych krajów gdzie wprowadzono tę nowatorską metodę odznaczającą się bardzo wysoką skutecznością. Wprowadził również stosowanie świec dymnych z arsenem do zwalczania pasożytów drzew owocowych i lasów.

## Członkostwo
- Polskie Towarzystwo Entomologiczne – prezes i członek honorowy;
- Towarzystwo Naukowe Warszawskie – członek czynny;
- Polski Związek Zakładów Rolno-Doświadczalnych – prezes honorowy i czynny sekcji fitoentomologicznej;
- Członek komitetu redakcyjnego czasopisma „Ochrona Roślin”;
- Polskie Towarzystwo Przyrodników im. Kopernika – członek;
- Związek Leśników RP – członek;
- Czechosłowacka Akademia Rolnicza w Pradze – członek honorowy;
- Entomological Society of America – członek;
- Towarzystwo Mikologiczne w Leningradzie – członek;
- Bułgarskie Towarzystwo Entomologiczne – członek;
- Czechosłowackie Towarzystwo Entomologiczne – członek.